# Жировше
Жировше (словен. Žirovše) — поселення в общині Луковиця, Осреднєсловенський регіон, Словенія. 
Висота над рівнем моря: 394,7 м.